# Бодрягин, Сергей Егорович
Серге́й Его́рович Бодря́гин (5 (17) июля 1867, Тарусский уезд Калужской губернии — 19 июля 1920, Москва) — русский поэт-самоучка, издатель.

## Биография
Родился в бедняцкой крестьянской семье. В 11-летнем возрасте был привезён в Москву и отдан в учение в овощную лавку в Замоскворечье. Однако не выдержал тяжелой жизни, заболел, после чего отец приспособил его к себе в помощники — разносить газеты и журналы. Разносчиком газет С. Е. Бодрягин оставался в продолжение почти всей своей жизни.
В середине 1880-х познакомился с М. Л. Леоновым. В 1900-е его книжно-газетный магазин близ Красной площади был местом, где собирались писатели из народа и где можно было купить их издания. Имел обширную библиотеку русской литературы.

### Литературная деятельность
Являлся членом Суриковского литературно-музыкального кружка, по другим источникам — один из его основателей. Первые опубликованные стихи — «Сонет» и «Из далекого теплого края» (1890). В начале XX века печатался в различных сборниках, издававшихся суриковцами.
Стихи С. Е. Бодрягина — подражательные элегии, где сквозь книжность образов и языковые штампы порой проглядывает непосредственное чувство.
Сонет
Заветные мечты, сулившие мне счастье,

Которым верил я так искренно всегда,

Как сон, как сладкий сон исчезли без следа,

И вновь меня гнетет житейское ненастье.

Куда ни оглянусь, — везде вокруг меня

Сплотилась, как стена, угрюмых туч громада,

И их зловещий гром, как будто рокот ада,

Смущает мой очаг душевного огня.

И грудь моя болит, и силы молодые,

И вдохновения порывы огневые

Я чувствую, увы, слабеют с каждым днем.

Быть может, недалек и час предсмертной муки,

Когда я, опустив слабеющие руки,

Оставлю этот мир, объятый вечным сном.

## Издательская деятельность
В начале 1890-х Сергей Бодрягин вместе с братом Владимиром издавал ряд дешевых иллюстрированных журналов: «Шипы», «Колючки», «Цап-Царап», «Царь Берендей». Почти все материалы готовили братья Бодрягины.